# Peter Barnes (calciatore)
Peter Simon Barnes (Manchester, 10 giugno 1957) è un allenatore di calcio ed ex calciatore inglese, di ruolo centrocampista.

## Carriera

### Club
Ala, ha giocato con Manchester City, West Bromwich Albion, Leeds United, Real Betis, Footscray JUST, Manchester United, Coventry City, Bolton Wanderers, Port Vale, Hull City, Drogheda United, Farense, Ħamrun Spartans, Tampa Bay Rowdies, Northwich Victoria, Wrexham, Radcliffe Borough, Mosley e Cliftonville.

### Nazionale
Ha rappresentato l'Under-21 e la nazionale maggiore inglese.

### Allenatore
Ha allenato Gibilterra e Runcorn.

## Palmarès

### Giocatore

#### Competizioni nazionali
- Coppa di Lega inglese: 1

Manchester City: 1975-1976